# Siergiej Obrazcow

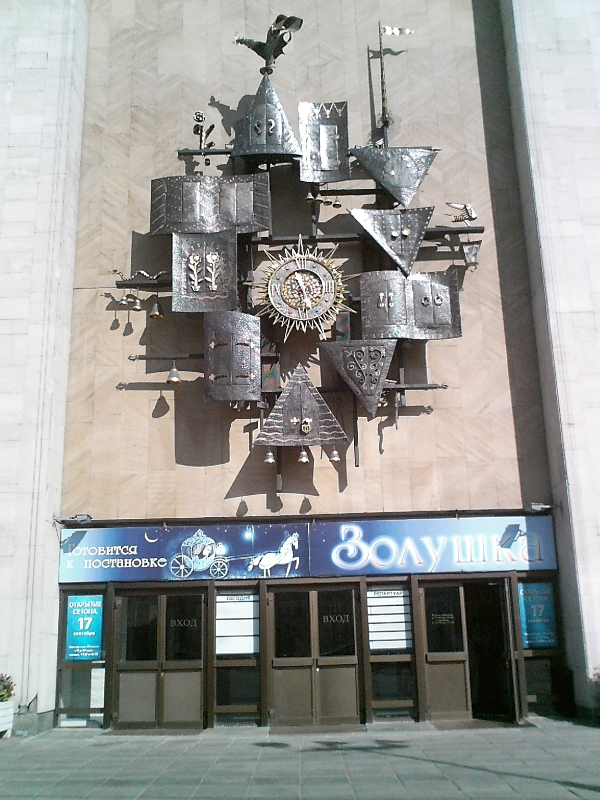
Teatr Obrazcowa w Moskwie

Siergiej Władymirowicz Obrazcow, ros. Сергей Владимирович Образцов (ur. 22 czerwca?/5 lipca 1901 w Moskwie, zm. 8 maja 1992 tamże) – rosyjski aktor i reżyser, a także pedagog.

## Życiorys
Jego ojcem był Władimir Nikołajewicz Obrazcow, inżynier, naukowiec z dziedziny transportu kolejowego (członek Akademii Nauk ZSRR), matka była nauczycielką.
W latach 1922–1931 był aktorem kierowanego przez Władimira Niemirowicza-Danczenkę Moskiewskiego Akademickiego Teatru Artystycznego. W tym okresie kilkakrotnie wystawiał sztuki z udziałem kukiełek, utrzymane w stylu wodewilu. W 1931 założył Centralny Teatr Lalek w Moskwie. Jego grupa występowała często na zagranicznych wojażach, m.in. w Stanach Zjednoczonych czy Wielkiej Brytanii.
Jego działalność artystyczna została doceniona przez władze Związku Radzieckiego. Obrazcow był nagradzany medalami: Nagrodą Państwową ZSRR (1946), Ludowy Artysta ZSRR (1952) oraz Bohater Pracy Socjalistycznej (1971). Na wniosek dzieci został Kawalerem Orderu Uśmiechu. Zasiadał w jury konkursu głównego na 23. MFF w Cannes (1970).